# П'яначчі
П'яначчі (італ. Pianacci) — село (італ. curazia) в республіці Сан-Марино. Адміністративно належить до муніципалітету Фйорентіно, одне з 3 сіл, інші Капанне й Крочіале.
Місцевість вважається небезпечною через велику кількість автомобілів та житловий район, тут трапляється чимало автопригод. Через це уряд вирішив встановити на шосе прилад фіксації перевищення швидкості.